# رونی پرایس
رونی پرایس (انگلیسی: Ronnie Price؛ زادهٔ ۲۱ ژوئن ۱۹۸۳) بازیکن بسکتبال اهل ایالات متحده آمریکا است. از باشگاه‌هایی که در آن بازی کرده‌است می‌توان به یوتا جاز، فینیکس سانز، لس آنجلس لیکرز، ساکرامنتو کینگز، پورتلند تریل بلیزرز، و اورلندو مجیک اشاره کرد.